# Grand Strategy
Der englische Begriff Grand Strategy (französisch: stratégie générale) bezeichnet auch im deutschen Sprachraum die Gesamtstrategie eines Staates vor dem Hintergrund seiner außen- und sicherheitspolitischen Ziele unter Berücksichtigung seiner politischen, militärischen und ökonomischen Möglichkeiten.

## Begriffsverwendung
Unter Grand Strategy wird laut Joachim Krause üblicherweise die Richtungsgebung der Außen- und Sicherheitspolitik eines Landes verstanden, die auf einer Analyse der internationalen Konstellation basierend nach den hauptsächlichen Problemen und Gefährdungen fragt und die allein oder im Zusammenwirken mit anderen Akteuren Handlungsoptionen und Instrumente politischer oder auch militärischer Natur bestimmt. Der amerikanische Politikwissenschaftler Peter D. Feaver definiert Grand Strategy als „the art of reconciling ends and means“ (Die Kunst der Vereinbarkeit von Zielen und Mitteln).
Die bewusste Planung und der explizite Vollzug einer Grand Strategy wird vor allem politischen Systemen mit hegemonialen und imperialen Charakteristika und Ansprüchen und einer gewissen Kohärenz der Interessen ihrer Eliten zugeschrieben, beispielsweise dem Römischen Reich, dem Kaiserreich China, dem Byzantinischen Reich, dem British Empire und den Vereinigten Staaten. So schreibt Stephen M. Walt der amerikanischen Containment-Politik, mit der die Vereinigten Staaten sowohl einen Krieg mit der Sowjetunion und gleichzeitig deren territoriale Ausdehnung verhindern wollten, den Status einer Grand Strategy zu.
Ein begriffliches deutsches Pendant zu Grand Strategy gibt es laut Herfried Münkler nicht, die Übersetzung als höhere Strategie erfasse die Begriffsbedeutung nicht vollständig, glücklicher sei dagegen die Benennung als Gesamtstrategie. Sebastian Enskat hält eine Übersetzung als Gesamt- oder Leitstrategie am ehesten für sinnvoll. Cornelia Beyer übersetzt wörtlich in Großstrategie, Wiebke Schröder ebenfalls.